# Globale Abkühlung

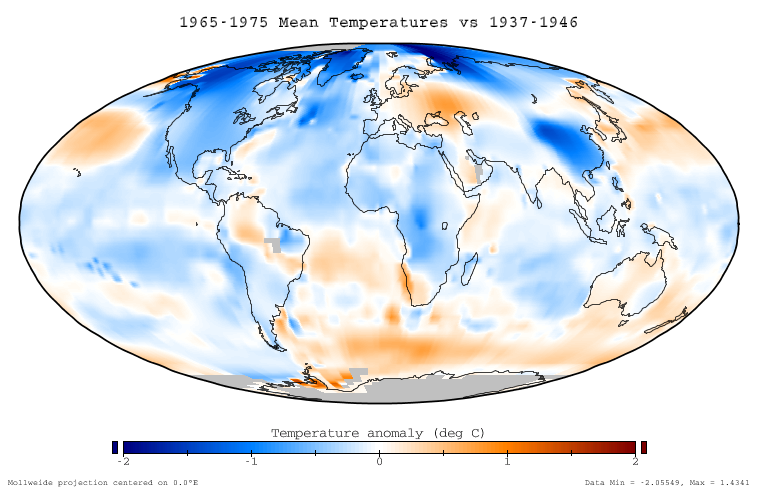
Weltkarte der Veränderung der Durchschnittstemperatur 1965–1975 gegenüber 1937–1946

Als globale Abkühlung bezeichnet man im Allgemeinen ein Absinken der weltweiten Durchschnittstemperatur. Im Speziellen ist damit die beobachtete Abkühlung der erdnahen Atmosphäre und der Meere zwischen 1940 und 1975 gemeint, deren wahrscheinliche Hauptursache die anthropogene Emission von Aerosolen war. Die von einigen Wissenschaftlern prognostizierte weitere Abkühlung im Falle steigender Aerosolemissionen wurde insbesondere in den 1970ern von Medien verbreitet und dabei häufig dramatisiert.

## Die Abkühlung und ihre Ursachen

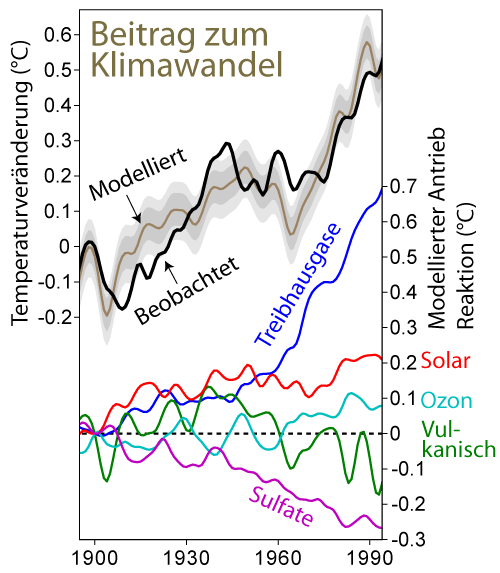
Entwicklung der Durchschnittstemperatur und Anteil der verschiedenen physikalischen Antriebe, besonders Sulfateaerosole wirkten der Erwärmung entgegen

In den Jahren von 1940 bis 1975 wurde ein globaler Abkühlungstrend festgestellt; zwischen 1958 und 1965 fiel die Weltdurchschnittstemperatur um 0,3 °C. Diese als „global“ bezeichnete Abkühlung trat jedoch insbesondere in der nördlichen Hemisphäre auf.
Bereits 1967 waren McCormick und Ludwig zu dem Schluss gekommen, dass die anthropogenen Aerosolemissionen die Albedo erhöhten und dadurch die Abkühlung verursacht hätten. Aerosole sind mit einem Trägergas verbundene flüssige oder feste Schwebeteilchen, meist industrielle oder vulkanische Emissionen, die in Form von hygroskopischen Partikeln als Kondensationskerne an der Wolkenbildung beteiligt sind. Sie tragen je nach Konzentration, chemischer Beschaffenheit und atmosphärischer Verteilung überwiegend zu einer Abkühlung bei.
Bei der Erforschung der Ursachen für die Klimaänderungen des 20. Jh. mittels Klimamodellen stellten die menschlichen Aerosolemissionen, laut viertem Sachstandsbericht des IPCC (2007), eine wichtige Quelle von Unsicherheit dar. Speziell für die 1950er und 1960er Jahre hielt der IPCC aber fest, dass die in der Zeit rasch zunehmenden Aerosolkonzentrationen die Erde abkühlten. Tatsächlich stiegen die globalen Schwefelemissionen seit 1950 enorm an, um erst seit den 1980er Jahren wieder zu sinken. Die Entwicklung seit den 1980er Jahren verlief regional uneinheitlich: In Europa und Nordamerika sanken die Emissionen, während sie in Süd- und Ostasien stiegen.  Neben industriellen spielten in dem Zeitraum auch vulkanische Emissionen eine Rolle: Eine Eruption des Agung im Jahr 1963 löste vorübergehend eine zusätzliche Abkühlung aus. Generell besitzen vulkanische Eruptionen der Stärke 5 oder 6 auf dem Vulkanexplosivitätsindex das Potenzial, eine aerosolbedingte, mit mehreren Rückkopplungen verbundene globale Abkühlung (etwa −0,3 bis −0,5 °C) über einige Jahre zu bewirken, wie dies unter anderem für den Ausbruch des Pinatubo (1991) nachgewiesen wurde.
Die Resultate wurde von Übersichtsarbeiten in den 2010er Jahren weitgehend bestätigt. Unter allen klimawirksamen Faktoren bewirkten Aerosole den größten negativen Strahlungsantrieb im Zeitraum 1950–1980 und wirkten so der globalen Erwärmung deutlich entgegen.

## Wissenschaftliche Meinung in den 1970er Jahren zur weiteren Klimaentwicklung

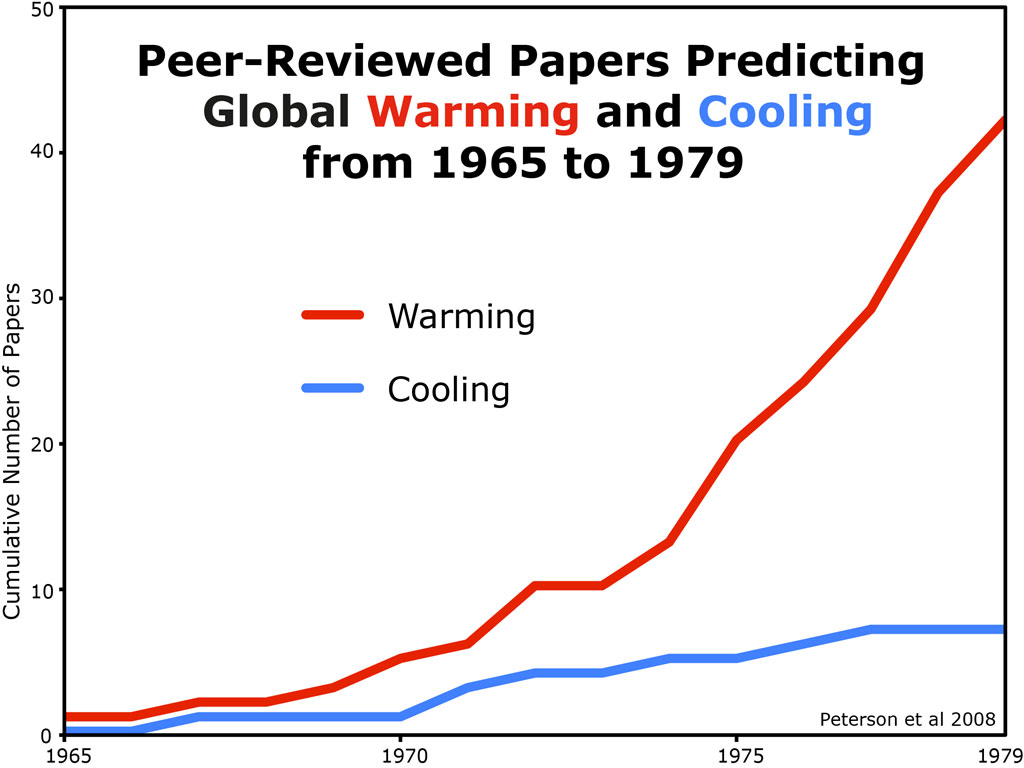
1965–1979 veröffentlichte Fachartikel zur langfristigen Entwicklung der globalen Temperatur: prognostizierte Erwärmung (rot), Abkühlung (blau)

Unter Wissenschaftlern waren in den 1970er Jahren Prognosen einer weiteren Abkühlung für die folgenden Jahrzehnte umstritten. Während sich in den frühen Siebzigern Erwärmungs- und Abkühlungsprognosen fast die Waage hielten, setzte sich ab Mitte der Siebziger die Erkenntnis durch, dass der Abkühlungseffekt der Aerosole durch den wärmenden Effekt der CO2-Emissionen überlagert werden würde, so eine Studie von Peterson u. a. aus dem Jahr 2008. Einigkeit über eine drohende globale Abkühlung habe es unter Wissenschaftlern nie gegeben.
Beispielsweise prognostizierten Rasool und Schneider 1971 für den Fall, dass sich die globalen Aerosolemissionen vervierfachen würden, ein Absinken der globalen Durchschnittstemperatur um bis zu 3,5 °C und warnten davor, dass dies eine Kaltzeit auslösen könnte. Sie wiesen aber auch darauf hin, dass ihr Modell die dynamischen Wirkungen steigender CO2- und Aerosolkonzentrationen nicht einbezog. Eine Aussage, welcher der entgegengesetzten Effekte überwiegen würde, hielten sie zum damaligen Zeitpunkt nicht für möglich. Im Jahr 1975 kam Schneider in einer Übersichtsarbeit, die neuere Klimamodelle einbezog, zu dem Schluss, dass eine Verdoppelung der CO2-Konzentration einen Temperaturanstieg zwischen 1,5 °C und 3,0 °C auslösen könnte. Dies würde ein ernstes Risiko bedeuten.
Parallel zu der Diskussion um den kurzfristigen Trend durch Emissionen setzte sich im Verlauf der 1970er und 1980er Jahre die Erkenntnis durch, dass die Kaltzeiten der jüngeren Erdgeschichte durch Schwankungen der Erdbahn um die Sonne (Milanković-Zyklen) mit entsprechender Abschwächung beziehungsweise hemisphärischer Verlagerung der Sonneneinstrahlung verursacht und durch die damit verknüpfte Reduzierung der atmosphärischen Kohlenstoffdioxid-Konzentration verstärkt wurden. Auf dieser Basis konnten langfristige Vorhersagen über eine allmähliche Abkühlung und ein Ende des gegenwärtigen Interglazials, des Holozäns, getroffen werden. Gegenwärtig geht man davon aus, dass die nächste Kaltzeit im Zuge eines natürlichen Klimawandels erst in etwa 30.000 bis 50.000 Jahren beginnen wird, da sich die periodische Veränderung der Erdbahn (von leicht elliptisch bis fast kreisförmig) allmählich einem erneuten Exzentrizitätsminimum nähert. Aktuellen Annahmen zufolge könnte sich dieser zeitliche Ablauf aufgrund anthropogener Einflüsse jedoch grundlegend verschieben.
Eine Expertengruppe der Weltorganisation für Meteorologie fasste 1976 den Kenntnisstand folgendermaßen zusammen:

„Es muß anerkannt werden, daß diese Prognosen [des Übergangs in eine kältere, eiszeitliche Klimaform] hinfällig sind, wenn – was nun als wahrscheinlich angesehen wird – die Zufuhr von Kohlendioxid in die Atmosphäre und sonstige Auswirkungen menschlicher Aktivitäten in den nächsten 200 Jahren zu einer allgemeinen Erwärmung der Erde führen.“

## Medienecho
Weltweit griffen die Medien die Abkühlungs- und Eiszeitszenarien auf. Das Time Magazine berichtete 1974 unter dem Titel Another Ice Age? über Dürren und Hungertote in Afrika, Rekordüberschwemmungen in den USA, Pakistan und Japan und Missernten in Kanadas Getreidegürtel. Die ungewöhnlich kalten Winter würden laut den Aussagen einer wachsenden Zahl von Wissenschaftlern Vorboten einer neuen Eiszeit sein. Die New York Times titelte 1975, eine „massive Abkühlung wird allgemein als unabwendbar betrachtet“ („Major Cooling Widely Considered to Be Inevitable“). Ein Artikel der Newsweek, einer der meistzitierten des Nachrichtenmagazins, warnte 1975 vor Trockenheit und dadurch verursachten Ernteausfällen und Seuchen, ebenso vor möglichen Klimaflüchtlingen aus den betroffenen Gebieten. Der Autor räumte später ein, dass der Artikel nur einen Teil der Wissenschaft betrachtet und er ihn teilweise zu passioniert verfasst hätte. Es habe schon damals Hinweise auf die heute weitgehend wissenschaftlich akzeptierte globale Erwärmung durch zunehmende CO2-Konzentration gegeben. Ähnliche Artikel gab es zeitgleich auch in deutschen Medien, unter anderem im Spiegel.

### Medienmeldungen
- Betty Friedan: The Coming Ice Age. In: Harper’s. September 1958, S. 39–45. Harper’s Archiv
- James D. Hays: The Ice Age Cometh. In: Saturday Review of the Sciences. 24. März 1973, S. 29–32.
- Another Ice Age? In: Time Magazine. 26. Juni 1974, S. 86.
- Peter Gwynne: The Cooling World. In: Newsweek. 28. April 1975, S. 64 (org.uk [PDF])., heutige Einschätzung des Autors (html)[21]
- Walter Sullivan: Scientists Ask Why World Climate Is Changing; Major Cooling May Be Ahead. In: New York Times. 21. Mai 1975. Abstract
- Samuel W. Matthews: What's Happening to Our Climate? In: National Geographic. Band 150, 1976, S. 581–82.
- Richard Wolkomir: Is a New Ice Age Coming? In: Saturday Evening Post. März 1976, S. 50–51, 78.
- Even U.S. Farms May Be Hit by Cooling Trend. In: U. S. News & World Report. 31. Mai 1976, S. 56.